# Bergbau im Kreis Paderborn

Städte und Gemeinden im Kreis Paderborn

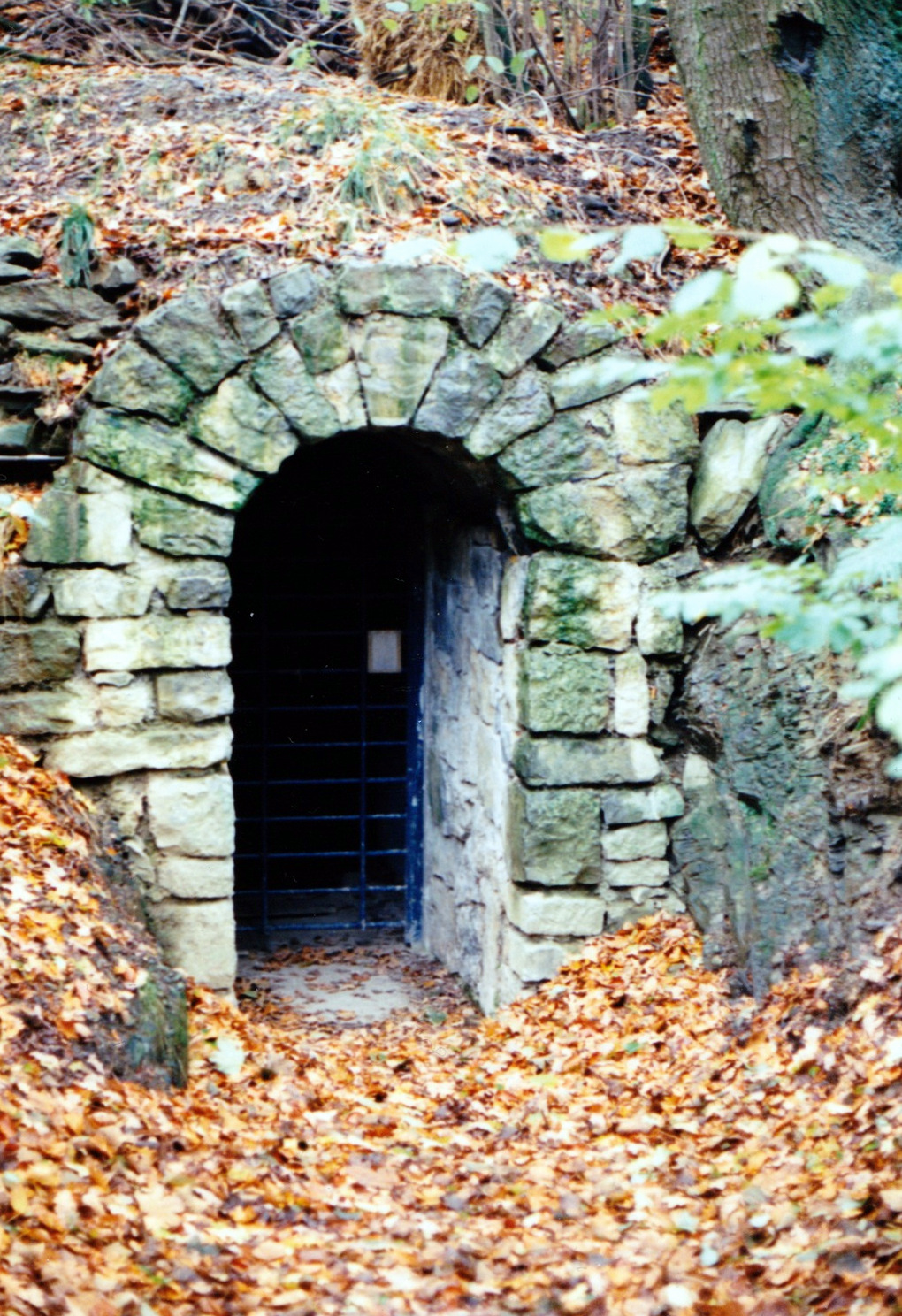
Stollenmundloch des 1735 aufgefahrenen Bleierzstollen im Lühlingsbachstal bei Bleiwäsche, 1992

Der Bergbau im Kreis Paderborn fokussierte sich auf den Erzbergbau.

## Geschichte
Im Kreis Paderborn liegen unter den Ablagerungen der Eiszeit, die aus Sand, Schluff, Ton und Kalksteingeröll bestehen, Kalk- und Mergelsteine aus der Oberkreide.
In Salzkotten wurde das Wasser aus Salzquellen Lage zum Salzsieden benutzt.
In Altenbeken dürfte es schon im Mittelalter am Rehberg Lage und umgebenden Bergen einen Erzbergbau und Erzschmelzen gegeben haben.
In Bad Wünnenberg entstand der Ort Bleiwäsche, als 1540 sieben Bergleute Land von dem Paderborner Amtmann von Westphalen erwarben und feste Häuser auf dem Madfeld errichteten. Es wurde bis zur Mitte des 18. Jahrhunderts ausschließlich Bleierze im Tagebaubetrieb im Bereich der heutigen Bleikuhle Lage gewonnen. Ab Mitte des 19. Jahrhunderts wurden die Bergbautätigkeiten wieder aufgenommen. Mittels Schächten und Stollen wurde nach Galmeierzen gesucht.

## Liste

### Bad Wünnenberg
| Name          | Ortsteil   | Bergrevier | Anmerkungen           | Lage | Beginn     | Ende |
| ------------- | ---------- | ---------- | --------------------- | ---- | ---------- | ---- |
| Bleiwäsche    | Bleiwäsche | Brilon     | Blei, Zink, Kupfer    | Lage | 1527 (vor) |      |
| Bleiwäsche I  | Bleiwäsche | Brilon     | Blei; einige Schächte |      |            |      |
| Bleiwäsche II | Bleiwäsche | Brilon     | Blei                  | Lage |            |      |